# Beatrice Ring
Beatrice Ring (23 settembre 1966) è un'attrice francese naturalizzata italiana.

## Filmografia
- Nudo di donna, regia di Nino Manfredi (1981)
- Italian Fast Food, regia di Lodovico Gasparini (1986)
- Una notte al cimitero, regia di Lamberto Bava (1987)
- Interzone, regia di Deran Sarafian (1987)
- Sicilian Connection, regia di Tonino Valerii (1987)
- Zombi 3, regia di Lucio Fulci e Bruno Mattei (1988)
- Rito d'amore, regia di Aldo Lado (1989)
- Dimenticare Palermo, regia di Francesco Rosi (1990)
- The Pearl, regia di Brandon Jameson (2018)